# Hush, Hush (novela)

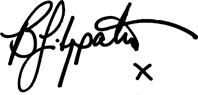
Firma de la autora

Hush, Hush es el primer tomo de la serie literaria del mismo nombre, escrito por la autora estadounidense Becca Fitzpatrick. Se publicó el 13 de octubre de 2009. La saga Hush, Hush habla del amor que se desarrolla entre Nora Grey (quien también da la perspectiva desde la cual se narra toda la historia) y Patch Cipriano (un ángel caído). A partir de su publicación, el libro se convirtió en best seller del New York Times. Ediciones B fue la editorial encargada de su publicación en España y en América Latina.

## Trama
Nora Grey es una estudiante modelo de segundo año que vive con su madre a las afueras de Coldwater (ciudad ficticia ubicada en Maine, EE. UU.). Meses atrás, su padre murió luego de ser asaltado en Portland, y desde entonces acude a sesiones con el terapeuta de la escuela. Su mejor amiga es Vee Sky, a pesar de que sus personalidades son completamente diferentes. Su vida transcurre con normalidad hasta que su profesor de Biología reasigna los asientos y le toca sentarse con el misterioso Patch Cipriano, que lleva suspendiendo esa asignatura por tercera vez. En su primer encuentro, Nora se desconcierta, ya que Patch parece saber muchas cosas privadas sobre ella, pero al mismo tiempo se siente inexplicablemente atraída por él. Unos días después, Nora atropella accidentalmente a un hombre con un pasamontañas que luego, aparentemente ileso, dobla y casi arranca con sus propias manos la puerta del auto de Vee. Más tarde se reúne con su amiga, totalmente asustada, pero nota que la puerta está intacta.
Nora y Vee conocen de forma fortuita a Elliot y Jules, dos amigos que demuestran interés en ellas. Elliot se le insinúa repetidamente a Nora, quien intenta sentirse así también, porque quiere sacar a Patch de su mente. Junto con Vee, acuerdan en salir al parque de atracciones Delphic con ellos, pero Nora se separa del grupo para ir a comprar un algodón de azúcar, y ahí donde se encuentra con Patch. Él la convence para subir con a la montaña rusa recién reformada, el Arcángel. Él le propone una apuesta: si ella puede sobrevivir sin gritar al recorrido, él le pedirá al profesor de Biología que cambie sus asientos, ya que ella no ha tenido éxito con ese pedido. Pero si Nora grita, ella tendrá que darle una excusa a sus amigos y pasar el resto de la noche con Patch. Ambos suben al juego, pero se convierte en un desastre cuando Nora cae del carrito en el que se encuentran. Finalmente, ella abre los ojos y se da cuenta de que la caída fue parte de su imaginación y de que estuvo al lado de Patch todo el tiempo. Este evento, sumado al de noches atrás con el hombre de pasamontañas, comienzan a alterar a Nora y a hacerla dudar de su cordura.
Luego, ella intenta sin éxito encontrar a Vee y los otros en el parque, por lo que no le queda otra opción que permitir que Patch la lleve a casa. Una vez allí, él se ofrece a cocinar, pero provoca temor en Nora por el tamaño del cuchillo que utiliza. Mientras lavan la vajilla, tienen un momento de afecto repentino en el casi se besan, pero son interrumpidos por la llamada de la madre de Nora.
Nora tiene una conexión cada vez más grande con Patch. Él la lleva en una cita al Salón de Bo, donde suele jugar al billar, y le presenta a su único y mejor amigo, Rixon. Patch tiene una pelea en broma con él, durante la cual se desgarra su camisa, y Nora llega a visualizar una cicatriz en forma de V invertida que le atraviesa la espalda. Esto la asombra, pero luego de un rato deja de darle vueltas en su cabeza al tema. Nora comienza a cambiar su opinión sobre Patch, sobre todo después de conocer a Rixon. Al mismo tiempo, en ella está creciendo una sospecha sobre Elliot, al descubrir que fue indagado hace tan solo unos meses en Portland por la muerte de su exnovia. 
Vee y Nora salen de compras, pero Nora divisa a un sujeto que siente que la está siguiendo. Vee crea un plan y se calza la chaqueta de Nora para salir y comprobar si realmente alguien está detrás de ella. En el camino sufre un brutal ataque de este individuo, que además llevaba un pasamontañas, lo cual incrementa los miedos de Nora. Aunque Vee cree que la persona detrás de la máscara es Patch ya que todo lo que recuerda apunta a él, algo en Nora sabe que Patch no es el responsable de los acontecimientos, y en cambio desconfía de Elliot.
Nora hace un viaje a la anterior escuela de Elliot, en Portland, para saber más sobre él y su relación con la muerte de su exnovia, pero no saca mucho de eso. Luego de que Vee la llamara diciendo que estaba en una fiesta con Elliot (de quien ya temía considerablemente) y con Jules, Nora rápidamente va tras de ella, pero en el medio una mujer indigente le quita la chaqueta y el gorro como precio para decirle el camino. Minutos después es asesinada de un disparo, lo cual preocupa a Nora, ya que la indigente vestía su chaqueta y piensa que quienquiera que lo haya hecho, la tenía a ella como objetivo. Aterrada, llama a Patch, quien acude y se la lleva, pero en el camino a casa se detiene el auto y debido a la tormenta, ellos no tienen otra alternativa que alojarse en un motel y esperar a que se detenga. En la habitación, ambos comienzan a acercarse el uno al otro, hasta que Nora toca la cicatriz de Patch y, al hacerlo, se adentra en los recuerdos del pasado de él.
Todo esto conduce a la revelación de que Patch es en realidad un ángel caído que había intentado matarla porque ansiaba un cuerpo humano, y esa era la única forma de obtenerlo. La muerte de Nora mataría a su vez al Nefilim vasallo de Patch, Chauncey Langeais, convirtiendo a Patch en humano. Patch le explica que los ángeles caídos no pueden sentir nada físicamente, y que la única manera de conseguirlo es poseyendo el cuerpo de su vasallo Nefilim en el mes judío del Jeshván. Los Nefilim son seres inmortales descendientes de la cruza entre ángeles caídos y humanos, y al cumplir los 16 son perseguidos por los ángeles caídos para que presten un juramento de lealtad y así estos puedan poseer sus cuerpos. Nora también descubre que Patch tiene una exnovia llamada Dabria, que es un ángel de la muerte y que se hacía pasar por la doctora Greene, la nueva psicóloga del colegio para manipular a Nora y alejarla de Patch. Nora ve en los recuerdos de Patch a Dabria, que le revela a Patch que si quiere volver a ser un ángel debe salvar a Nora (que predice que morirá asesinada), para así convertirse en su ángel de la guarda. Dabria en realidad le sugiere esto porque cree que si él vuelve a ser un ángel volverán a estar juntos. Finalmente, Patch le confiesa a Nora que cambio de idea sobre matarla porque se había enamorado de ella.
Después de dejar el motel y llegar a su casa, Nora se encuentra con Dabria, quien le dice que ella estuvo detrás del ataque a Vee y que le metió ideas en la cabeza para que pensara que fue Patch, y que quiere matarla para evitar que Patch lo haga primero y se convierta en humano. También le explica que la marca de nacimiento que Nora tiene en su muñeca izquierda es una prueba de que es una descendiente de un Nefilim, más precisamente del vasallo de Patch, y que para matar a un Nefilim se debe sacrificar a una de sus descendientes una vez que cumple los 16. A pesar de que esto coincide con lo que Patch le dijo en el motel, Nora duda de ella. Luego de una persecución por toda la casa, es repentinamente salvada por Patch, que va tras Dabria y le arranca las alas.
Más tarde, Nora recibe una llamada de Vee, quien le dice que junto con Jules y Elliot, entraron a la fuerza a la escuela, y le pide que vaya ella también. Al principio se niega, ya que tiene un profundo terror de estar atrapada en la escuela con Elliot, pero él le da a entender que matará a Vee si ella no participa. A pesar de que Patch intenta conseguir que ella permanezca en el coche mientras él encuentra a Vee, Nora va tras ellos. Ella pronto descubre el cuerpo inmóvil de Jules, presumiendo que Elliot lo mató. Luego encuentra en la biblioteca a Elliot, herido y sin fuerzas para moverse. Esto la confunde mucho, hasta que es acorralada por Jules, que está vivo, y confiesa que él estuvo detrás de los atentados contra su vida, como una forma de obtener venganza en contra de Patch por poseer su cuerpo, confesando que es Chauncey. El juego se vuelve más mortal después de escapar de Jules, hasta que llega al punto de enfrentarse a él a punta de pistola.
Nora lucha con Jules mientras Patch intenta distraerlo, pero este método falla y Patch se ve obligado a poseer el cuerpo de Nora para luchar contra él. El proceso deja inconsciente a Patch al volver a su propio cuerpo, ya que no es el mes de Jeshván y teóricamente él no puede hacer eso.
Tratando de escapar, Nora sube por unas escaleras, intentando alcanzar las vigas del gimnasio de la escuela con el objetivo de llegar al conducto de ventilación, pero se pone a prueba cuando Jules utiliza un truco mental para hacerle creer que las escaleras se están rompiendo y ella va a caer a su muerte. Patch se las arregla para ayudarla hablándole a través de su mente, indicándole que solo tiene que confiar porque las escaleras están en perfecto estado. Después de subir, se encuentra cara a cara con Jules sobre las vigas.
Jules la amenaza con el arma, mientras está varado en el techo, pero Nora evade su ataque explicándole que si ella se sacrifica, él también moriría, ya que son parientes. Nora aprovecha los escasos segundos en los que Jules reflexiona sobre esa información y se arroja de las vigas, efectivamente matándolo.
Repentinamente, Nora despierta viva y en buen estado de salud, y una vez más se enfrenta a Patch. Él le explica que, a pesar de que el sacrificio mató a Jules, él lo rechazó para sí mismo, renunciando a convertirse en humano. De este modo, Patch salva la vida de Nora, convirtiéndose en su ángel de la guarda y su novio.

## Amor en la trama
El amor surge entre Nora y Patch desde el momento en que se conocen muy a pesar de que Nora lo niegue por mucho tiempo, debido a que, al principio, ella se siente insegura de Patch (aunque una parte de él le atrae).
Las intenciones iniciales de Patch eran matar a Nora, siendo esta la forma para obtener su cuerpo humano, pero mientras avanza la historia se muestra como él cambia de parecer al conocerla más, llegando a enamorarse completamente de ella. 
Debido a que el cuerpo de Patch no siente dolor ni percibe ningún otro tipo de sensación, la única manera en que Jules podía cobrar venganza era atacándolo emocionalmente, y es por eso que quería matar Nora; Jules sabía cuán importante era ella para Patch.
Al final del libro se muestra que a pesar de que Nora muriera y le diera así la oportunidad a Patch de ser humano, él rechaza su sacrificio porque prefería tenerla a ella, siendo sus palabras: "¿Qué saco de tener un cuerpo humano si no te tengo a ti?". 
Al salvarla, hay que agregar, Patch se convierte en el ángel custodio de Nora. 
Patch Cipriano tiene una mentalidad sobre entre el amor entre los humanos muy difícil, ya que simplemente los mundanos tienden a fijarse en las apariencias y a veces el amor no suele ser correspondido.

## Personajes

### Nora Grey
Es una excelente estudiante de 16 años del Coldwater High. Hija de Harrison y Blythe Grey. Ella misma se describe como una chica de ojos grises, delgada, con montones de pelo rizado de color castaño rojizo, el cual es pelirrojo pero ella lo niega constantemente. No es una persona precisamente sociable y tiene montones de problemas para acercarse a los chicos. Su padre fue asesinado 8 meses antes del punto en que se inicia la historia, lo cual fue un golpe duro para ella. Desde entonces asiste a sesiones de terapia con el Dr. Hendrickson, el psicólogo de la escuela. Es sin saberlo, descendiente de Chauncey Langeais; como prueba, ambos comparten una marca en su muñeca izquierda similar a una cicatriz.

### Patch Cipriano
Es introducido como un estudiante transferido de último curso y compañero de Biología de Nora, pero en realidad es un ángel caído desterrado del cielo que finge ser un estudiante de intercambio. Es muy alto y musculoso, con piel oscura y ojos absolutamente negros. Tiene una personalidad que no inspira confianza y es sumamente reservado. Trabaja de medio tiempo en el restaurante "The Borderline" y le encanta jugar billar, con lo que consigue mucho dinero. A lo largo de la historia conduce una motocicleta y un Jeep Commander negro.

### Vee Sky
Es la mejor amiga de Nora. Tiene ojos verdes, pelo rubio platino y está unos kilos por encima de "un cuerpo con curvas". Es mucho más alocada que Nora y a diferencia de ella, suele ser más directa en mostrar interés hacia los chicos. El día que conocieron a Jules y a Elliot, ella mostró cierto interés en Jules. Poco después, él fingió interés en ella, pero solo lo hacía para poder estar cerca de Nora.

### Jules/ Chauncey Langeais
Es un Nefilim llamado Chauncey. También es el vasallo de Patch, quién lo obligó a jurar lealtad cuando cumplió los 16, en 1565. Como todos los Nefilim, es muy alto. Se hace pasar por el amigo de Elliot bajo el nombre de Jules para poder lograr su objetivo de matar a Nora, ya que busca vengarse de Patch.

### Dabria/ Miss Greene
Es la nueva psicóloga del colegio, un ángel de la muerte y exnovia de Patch, por ese motivo logra una profunda rivalidad con Nora. Es una mujer rubia, delgada y elegante, según la descripción de Nora. Se siente herida desde que Patch dejó el cielo, y considera que los humanos son muy inferiores a los ángeles, diciendo que un ángel no puede aspirar jamás a ser un humano.

### Rixon
Es el mejor amigo de Patch y al igual que él, es un ángel caído. Se lo describe como un joven delgado, con cabello oscuro, nariz aguileña y acento irlandés. Su vasallo es un Nefilim inglés llamado Barnabas (Nora descubre esto al escuchar una de sus conversaciones en los recuerdos de Patch).

### Marcie Millar
Es la archienemiga de Vee y Nora. Es una chica rubia y delgada, muy atlética ya que es capitana del equipo de animadoras. Llevando una enemistad de 11 años, Marcie obtiene un poco más interés al avanzar la saga.